# Gymnoscelis polycleata
Gymnoscelis polycleata är en fjärilsart som beskrevs av Moore 1887. Gymnoscelis polycleata ingår i släktet Gymnoscelis och familjen mätare. Inga underarter finns listade i Catalogue of Life.